# Heliga ärkeängeln Mikaels ortodoxa kyrka, Sokołowsko
Heliga ärkeängeln Mikaels ortodoxa kyrka (polska: Cerkiew pod wezwaniem Świętego Archanioła Michała) är en polsk-ortodox kyrkobyggnad belägen i byn Sokołowsko i distriktet Powiat wałbrzyski, i Nedre Schlesiens vojvodskap i västra Polen.
Kyrkan är helgad åt ärkeängeln Mikael och tillhör Wrocław och Szczecins stift.

## Historik
När Heliga ärkeängeln Mikaels ortodoxa kyrka byggdes mellan åren 1900 och 1901, var det den enda östortodoxa kyrkan som fanns i byn.
Kyrkan invigdes den den 3 september 1901.
Efter andra världskriget användes kyrkan under en tid som bårhus. Från 1980 till 16 augusti 1996 var den privatägd och användes som fritidshus.
Med tanke på ansträngningar från den lokala församlingen köptes kyrkan och restaurerades till sitt ursprungliga utseende, vilket ledde till att byggnaden fick återinvigas den 5 april 1997.
Idag (2019) hålls gudstjänster i kyrkan regelbundet.

## Bilder

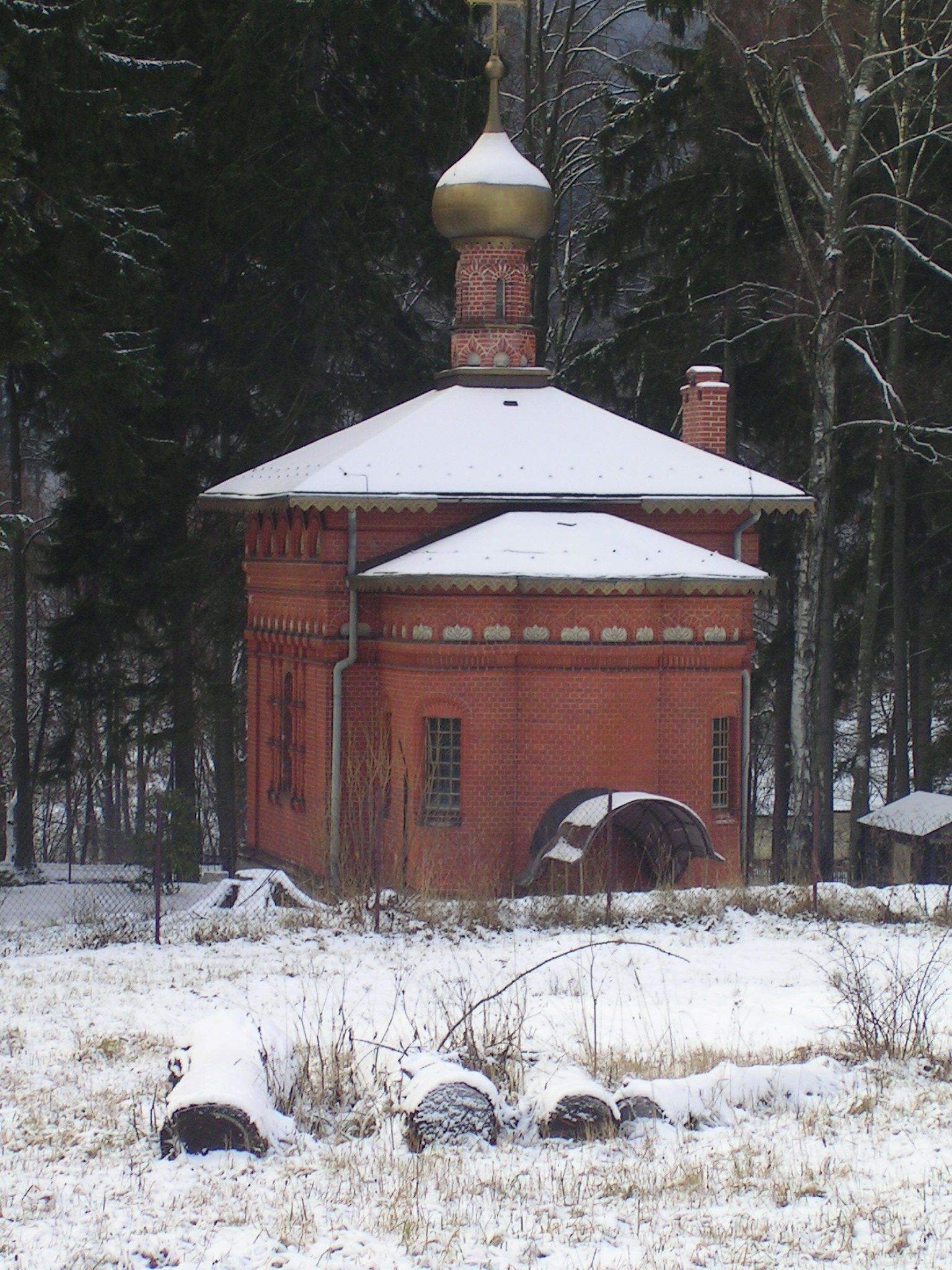
Kyrkan bakifrån.